# Karl Friedrich Ferdinand Sintenis
Karl Friedrich Ferdinand Sintenis (* 25. Juni 1804 in Zerbst; † 2. August 1868 in Dessau) war Jurist und Politiker in Anhalt.

## Leben
Sintenis war ein Enkel von Christian Friedrich Sintenis und der Sohn des Juristen und späteren Oberbürgermeisters in Zerbst Carl Heinrich Sintenis. Die Mutter war Sophie Dorothea geborene Junge. Sintenis, der evangelischer Konfession war, heiratete am 31. Mai 1828 in Zerbst Jenny Hausmann, die Tochter des Schuldirektors Carl Junge.
Sintenis erhielt zunächst Hausunterricht durch seinen Großvater und seinen Onkel, den Pfarrer August Heinrich Sintenis, und besuchte ab 1819 (der Secunda) das Gymnasium Francisceum. 1822–1824 studierte er in Leipzig Rechtswissenschaften und wurde 1825 in Jena zum Dr. jur. promoviert (Dissertation „De delictis et poenis universitatum“).
1825 wurde er Regierungsadvokat in Zerbst, 1832 Patrimonialrichter und 1834 Oberappellationsgerichtsadvokat in Zerbst. 1836 wurde er zum ordentlichen Professor der Rechte an die Universität Gießen berufen und kehrte 1841 als Rat und stimmführendes Mitglied der Regierung von Anhalt-Dessau und des Konsistoriums nach Anhalt zurück. 1847 berief Herzog Leopold Friedrich von Anhalt-Dessau ihn zum Mitglied des Landesdirektionskollegiums des Herzogtums Anhalt-Köthen und Leiter der Kabinettsangelegenheiten. Infolge der Märzrevolution wurde er 1848 aus diesen Ämtern entlassen, blieb aber Mitglied des Oberlandesgerichts zu Dessau mit dem Titel Gemeiner Justizrat.
Er war 1849 bis 1850 Mitglied im zweiten ordentlicher Landtag für Anhalt-Dessau und dem Gesamtlandtag für Anhalt-Dessau und für Anhalt-Köthen auf der Seite der Rechten. 1850 war er Mitglied des Staatenhauses des Erfurter Unionsparlaments.
Infolge der Neuorganisation der Justiz 1850 wurde er Präsident des zweiten Senats des neu gebildeten Oberlandesgerichtes für die Herzogtümer Anhalt-Dessau und Anhalt-Köthen in Dessau. 1853 wurde er Chef-Präsident dieses Gerichtshofes. 1862 wurde er zusätzlich (1867 schied er aus dem Gericht aus) ins Ministerium berufen. Er besuchte mit dem Erbprinzen den Frankfurter Fürstentag und wurde nach dem Tod des Staatsministers Albert von Ploetz 1863 bis 1868 Wirklicher Geheimer Rat, Staatsminister und Vorsitzender des neu errichteten Staatsministeriums für ganz Anhalt. Er war Dirigent der Abteilungen des Äußeren, der Justiz, des Kultus und des herzoglichen Hauses.

## Werke
Er war der Autor vieler juristischen Schriften, darunter:
- „Corpus juris civilis“ (1829), Übersetzung, herausgegeben gemeinsam mit den Professoren Karl Eduard von Otto und Schilling in Leipzig
- „Corpus juris canonici“ (1835)
- „Handbuch des gemeinen Pfandrechts“ (1836)
- „Das praktische gemeine Civilrecht“ (1844)

## Nachlass
Ein schriftlicher Teilnachlass von Karl Friedrich Ferdinand Sintenis befindet sich in der Abteilung Dessau des Landesarchivs Sachsen-Anhalt.